# Parhippopsicon albicans
Parhippopsicon albicans es una especie de escarabajo del género Parhippopsicon, familia Cerambycidae.

## Historia
Fue descrita científicamente por primera vez en el año 1942 por Breuning.